# Barbella diclados
Barbella diclados là một loài Rêu trong họ Meteoriaceae. Loài này được (Schimp.) Broth. miêu tả khoa học đầu tiên năm 1906.